# Lucien Braun

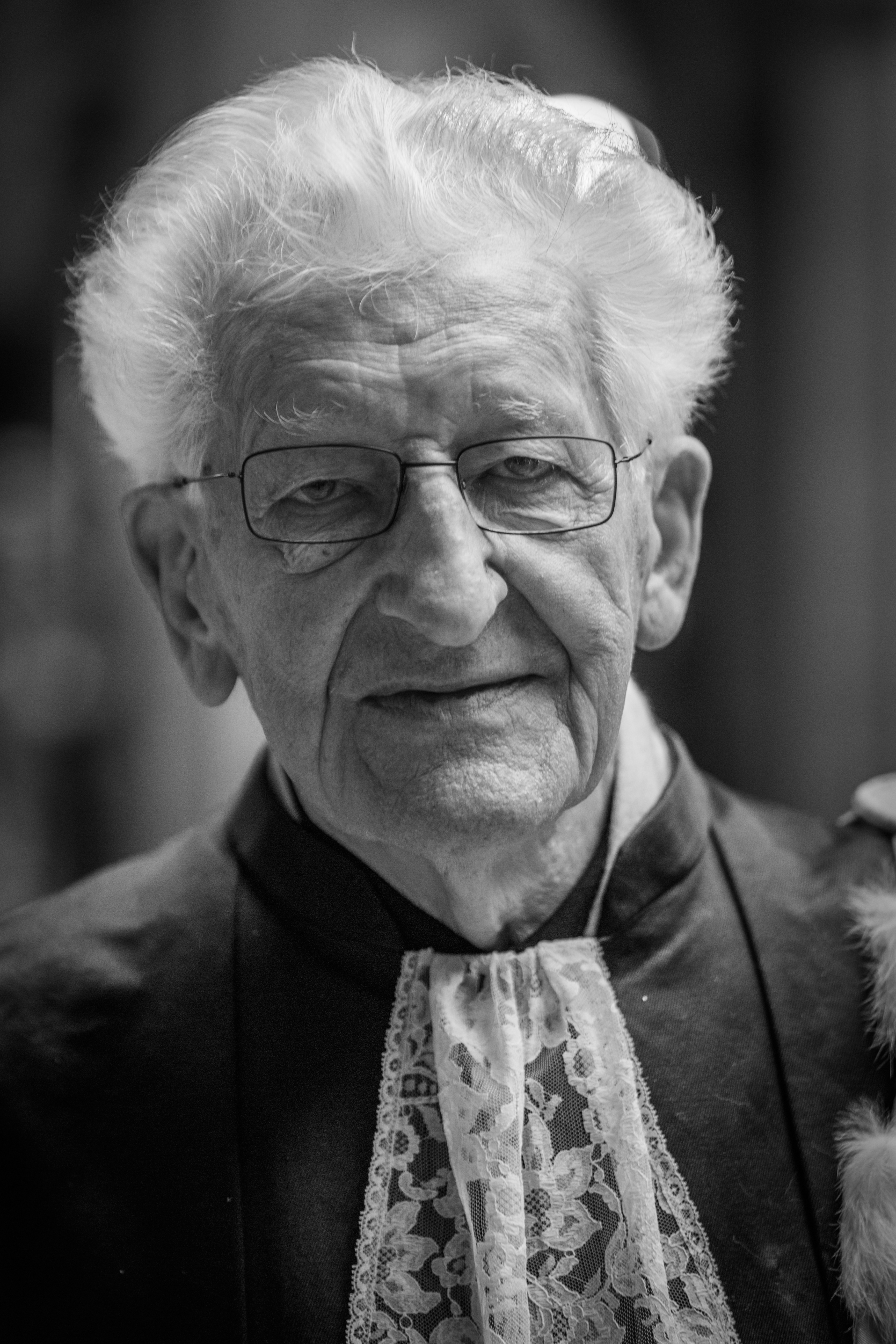
Lucien Braun (2013)

Lucien Braun (* 24. Februar 1923 in Littenheim; † 13. März 2020 in Straßburg) war ein französischer Philosophiehistoriker und Hochschullehrer.
Lucien Braun war Professor der Philosophie und Philosophiegeschichte an der Universität Straßburg, deren Präsident er von 1978 bis 1983 war. Braun trat vor allem als Autor von Studien über die Geschichte der Philosophie und ihrer Methodik hervor, u. a. über Paracelsus, über die Geschichte und Theorie der Philosophiegeschichte sowie über die Darstellungsformen der Philosophie in Bildern.

## Veröffentlichungen (Auswahl)
- Histoire de l’histoire de la philosophie. Ophrys, Paris 1973.
  - Übersetzung (leicht gekürzt und bearbeitet): Geschichte der Philosophiegeschichte. Übersetzt von Franz Wimmer, bearbeitet und mit einem Nachwort versehen von Ulrich Johannes Schneider. Wissenschaftliche Buchgesellschaft, Darmstadt 1990.
- Paracelsus: Alchemist – Chemiker – Erneuerer der Heilkunde. Eine Bildbiographie. Zürich 1988.
- Iconographie et philosophie. 2 Bände. Presses Universitaires de Strasbourg, Straßburg 1994/1996.
  - Übersetzung (gekürzt): Bilder der Philosophie. Hrsg. von Ralf Konersmann, übersetzt von Claudia Brede-Konersmann. Wissenschaftliche Buchgesellschaft, Darmstadt 2009.